# Windsor Forest
Ne doit pas être confondu avec Windsor.
Windsor Forest est un village du Guyana situé dans la région Îles d'Essequibo-Demerara occidental.

## Géographie
Windsor Forest se situe à l'ouest du Demerara, entre les villages de Ruimzeight et de La Jalousie.

## Aménagements
Il possède des infrastructures de base telles que des routes, de l'électricité, de l'eau potable, des services téléphoniques, à la fois fixes et cellulaires.

## Personnalités
- Arthur Chung, premier président élu de la république coopérative du Guyana.